# جيري بيردويل
جيري آر. بيردويل (بالإنجليزية: Jerry R. Birdwell)‏ هو رئيس البلدية السابق لمدينة ساوث ليك تاهو، كاليفورنيا. كما شغل سابقا منصب قاضي المحكمة الجزئية رقم 195 في عام 1992 في مقاطعة دالاس. يعتبر بيردويل أول قاضٍ مثلي الجنس علنًا يتم تعيينه في تكساس.

## النشأة والتعليم
حصل بيردويل على بكالوريوس الآداب من جامعة بايلور ودكتوراه في القانون من كلية الحقوق بايلور.

## الخدمة القضائية
تم تعيين بيردويل من حاكمة ولاية تكساس آن ريتشاردز في 22 مايو 1992 كقاض في محكمة المقاطعة القضائية رقم 195 في مقاطعة دالاس. وادعت أن توجهه الجنسي المثلي لم يكن عاملاً في تعيينه، ولكن روجت منظمات حقوق المثليين لتعيينه كأمر تاريخي، بينما وصف السياسيون الجمهوريون التعيين بأنه «صفعة على الوجه» للناخبين. تولى بيردويل منصبه في 29 مايو 1992، لكنه هزم لإعادة انتخابه في وقت لاحق من ذلك العام من قبل جون آر نيلمز بعد حملة وصفت بأنها معادية للمثليين. ترك بيردويل منصبه في 31 ديسمبر 1992.

## الحياة السياسية
بدأ بيردويل في عام 2006 فترة ولاية مدتها أربع سنوات في مجلس مدينة ساوث ليك تاهو، كاليفورنيا. وتم انتخابه في 9 ديسمبر 2008 ليخدم لمدة عام كرئيس لبلدية ساوث ليك تاهو.